# St. Pankratius (Burkheim am Kaiserstuhl)

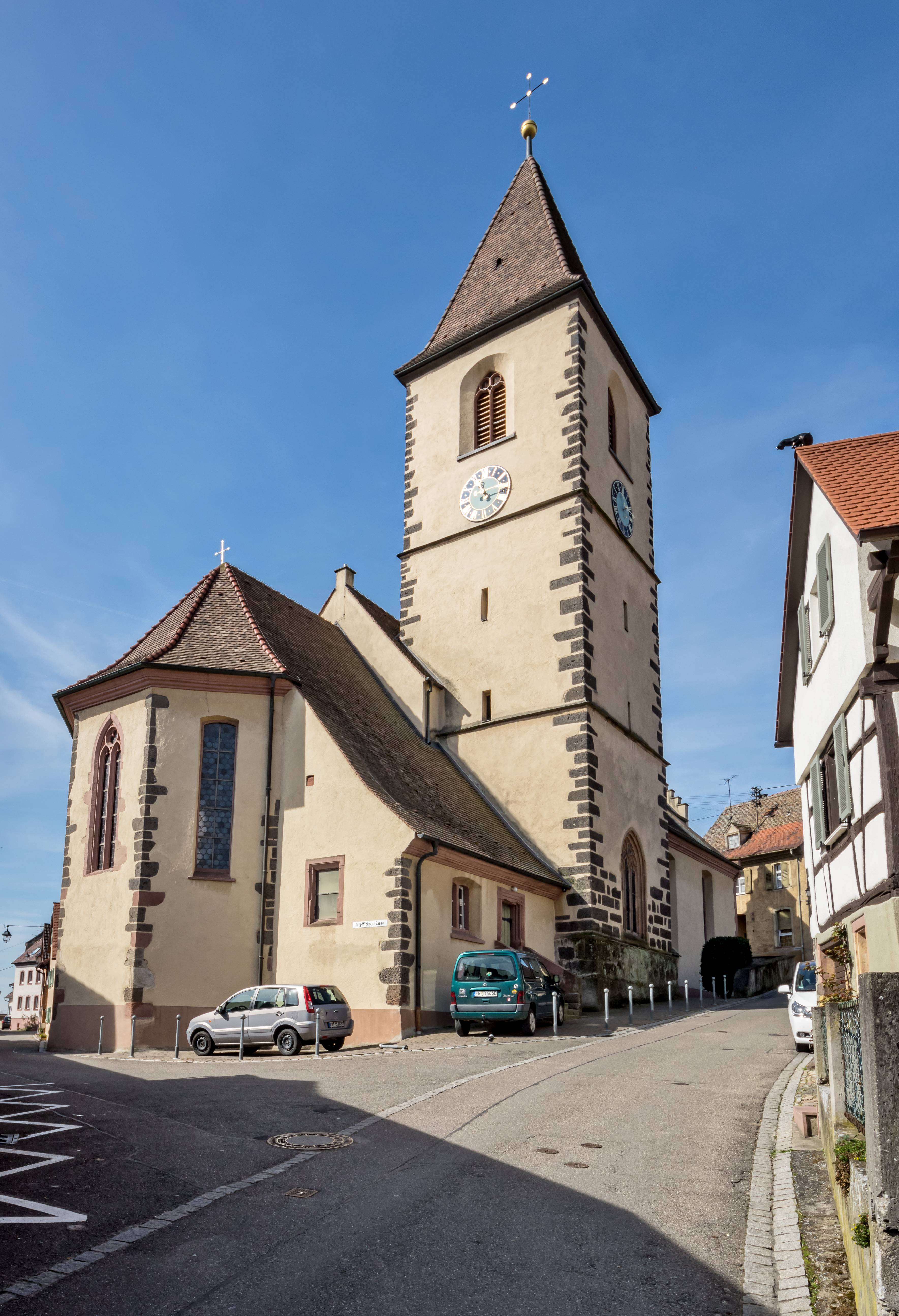
St. Pankratius von Osten gesehen
Von links: Chor, Sakristei, in das Langhaus eingezogener Turm

St. Pankratius ist eine katholische Pfarrkirche in Burkheim am Kaiserstuhl. Sie gehört zur Seelsorgeeinheit Vogtsburg im Dekanat Breisach-Neuenburg der Erzdiözese Freiburg. Das in seinen ältesten Teilen gotische Bauwerk liegt am Kirchberg in der Oberstadt von Burkheim.

## Bau und Baugeschichte

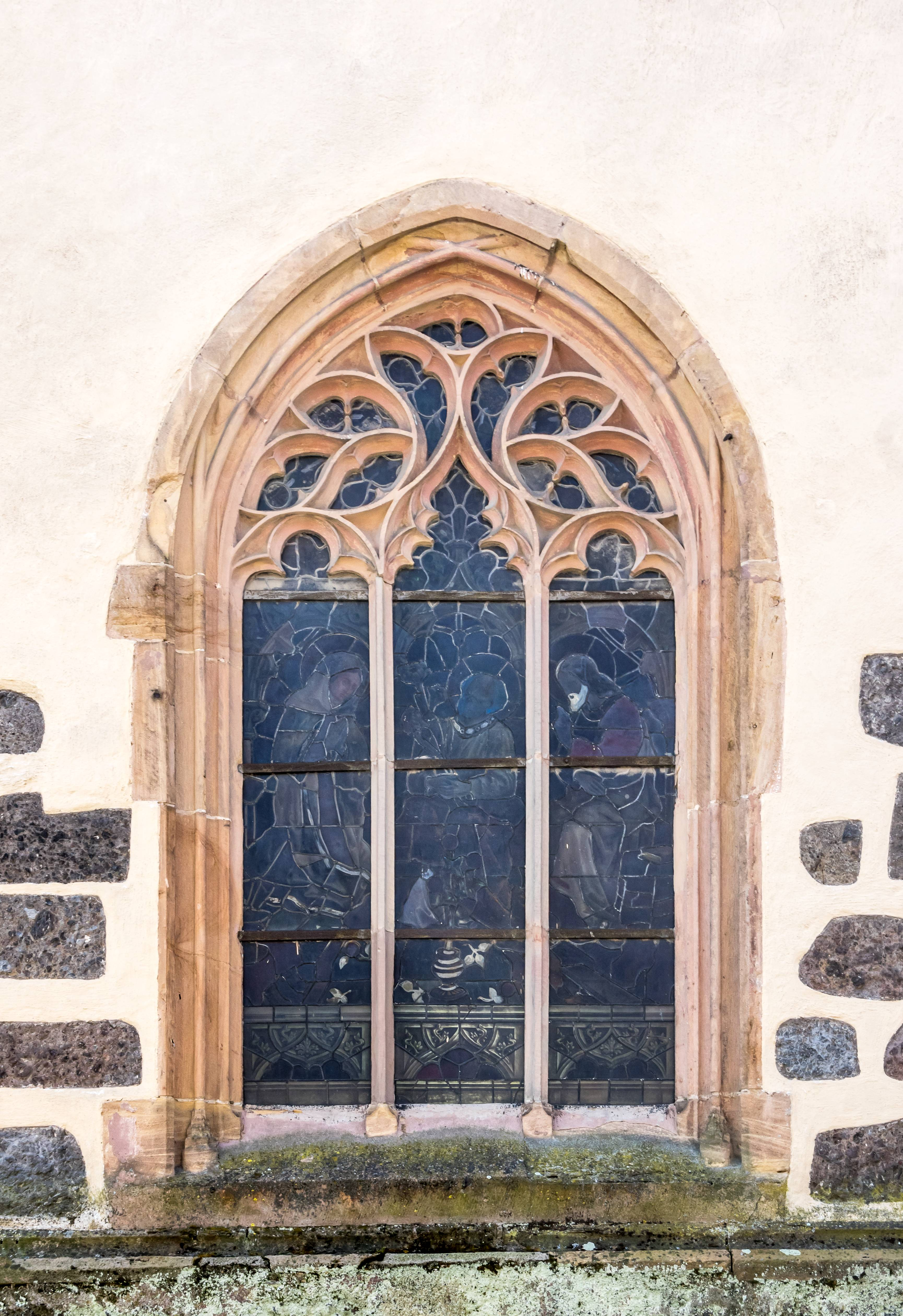
Gotisches Fenster im
Erdgeschoss des Turms

Der Kirchenbau geht auf die Zeit um 1350 zurück, als das Bauwerk an dieser Stelle neu errichtet wurde. Ein Schriftstück des Klosters Einsiedeln beschreibt eine Vorläuferkirche mit dem Namen Basilika St. Petri, die allerdings außerhalb der Stadt gelegen war.
Der älteste Teil der heutigen Kirche ist der gotische Chor aus dem 14. Jahrhundert. Die Sakristei hat man nachträglich an die Nordseite des Chores angebaut, wobei die Chorfenster dort zugemauert wurden. Danach folgte der Bau des spätgotischen Kirchturms im 16. Jahrhundert (nach Pfarrer E. Hettich, J. Sauer). Der barocke Langhausbau wird auf die Jahre 1740 bis 1750 datiert (nach Hettich). 1872/1876 hat man das Langhaus um eine Fensterachse erweitert. Aus dieser Bauzeit stammt auch der westliche Vorbau mit dem Treppengiebel.
Der im Grundriss quadratische Kirchturm schließt mit einem Pyramidendach ab. Er ist mit Eckquaderung versehen und durch Gurte horizontal in drei Geschosse gegliedert. Das obere Geschoss zeigt auf jeder Seite ein maßwerkgeschmücktes Schallfenster, darunter ist jeweils ein Zifferblatt der Turmuhr angebracht. An der Nordwand des Erdgeschosses ist ein großes Maßwerkfenster eingesetzt.

## Innenraum
Das rechteckige Langhaus ist ein einfacher Saal mit Stichbogenfenstern. Der sich im Osten anschließende gotische Chor schließt mit drei Seiten eines Achtecks ab. In der Mitte des Chorabschlusses ist noch ein gotisches Fenster erhalten, dieses wird allerdings von Innen durch den Hochaltar verdeckt. Die beiden seitlich anschließenden Fenster wurden in der Barockzeit umgeformt. Eine Besonderheit stellt die spätgotische Turmhalle („Frauenchörle“) dar, die in das Langhaus hineinragt. Dabei handelt es sich um das untere Geschoss des Kirchturms. Diese ungewöhnliche Position des Turms im Bauwerk geht auf die Enge und die Besonderheiten des Geländes zurück.

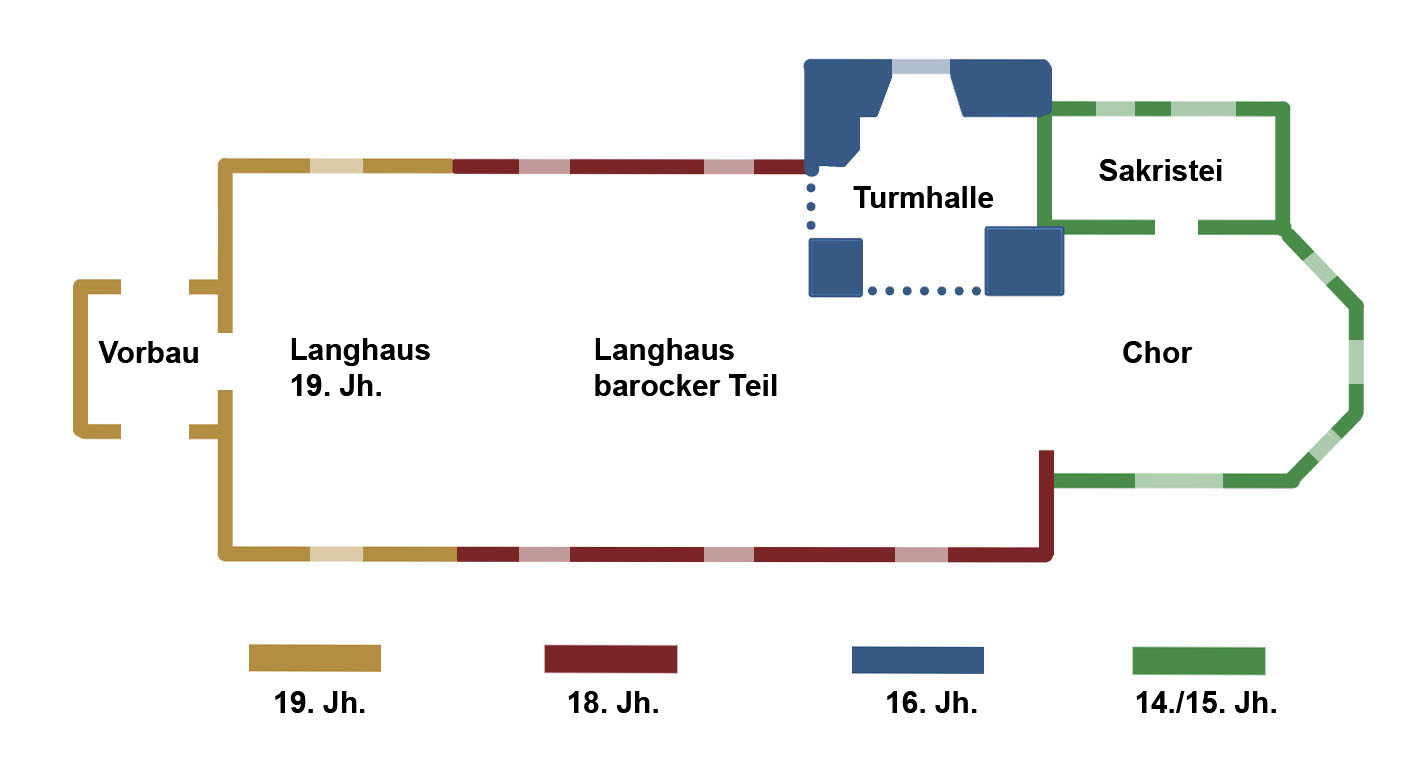
Skizze des Grundrisses mit Bauphasen
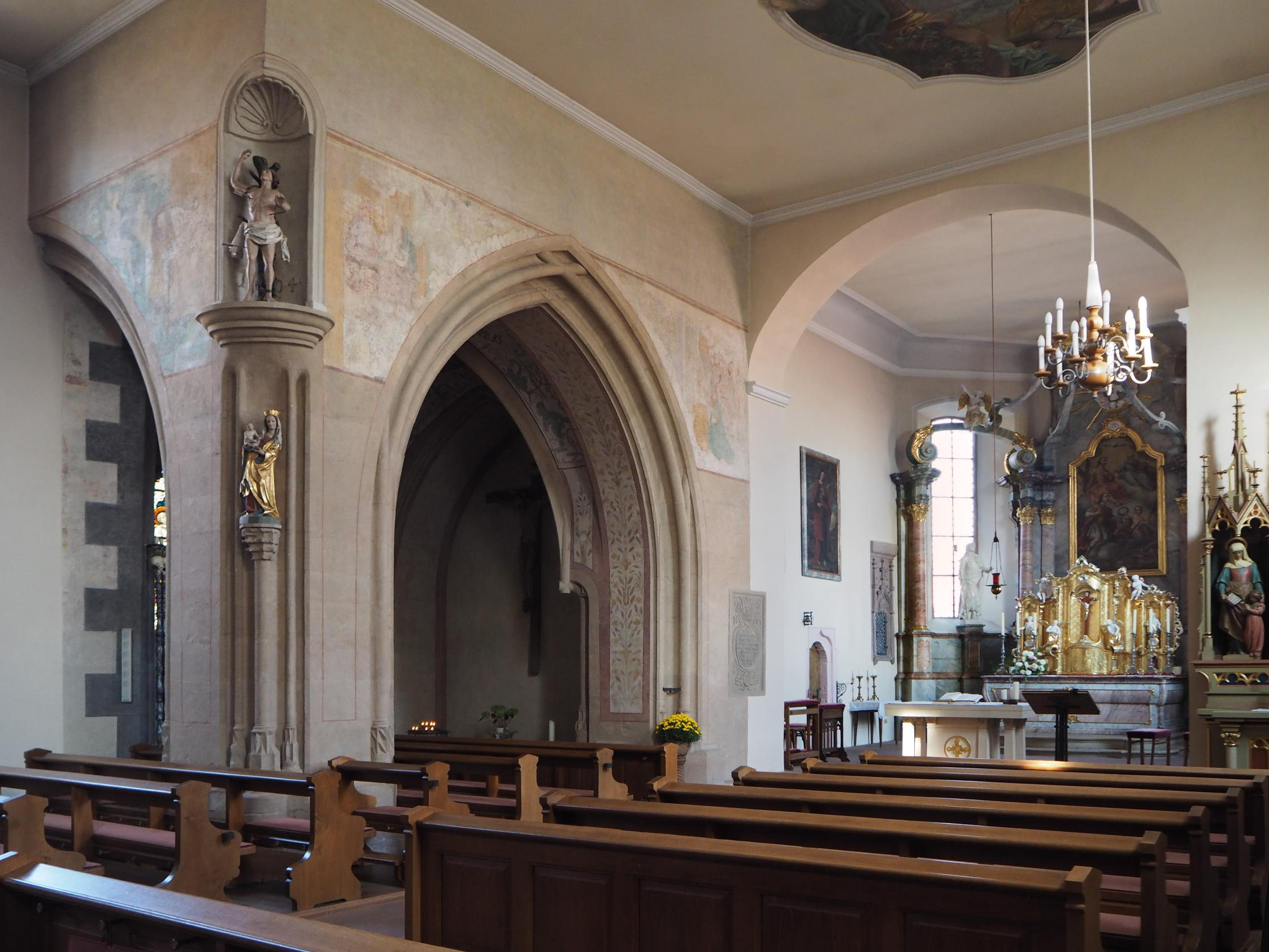
Innenraum nach Nordosten (links: Turmhalle)

## Ausstattung

### Chor

#### Choraltar

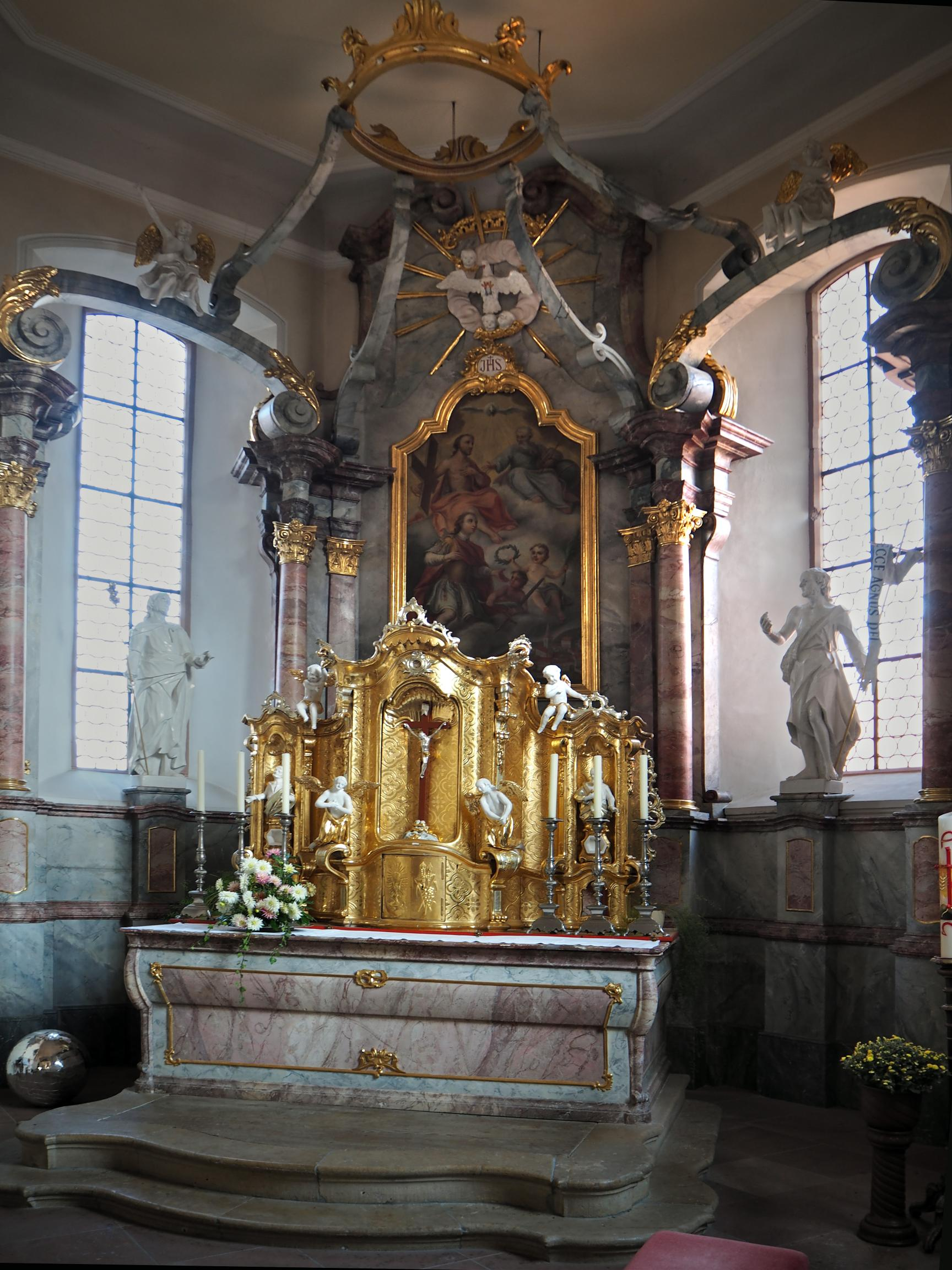
Choraltar mit Tabernakelblock

Der Choraltar wurde in der zweiten Hälfte des 18. Jahrhunderts von einheimischen Künstlern und Handwerkern erschaffen. Beteiligt waren der Schreiner Prosper Danner, der Maler Sebastian Nissle und der Bildhauer Casimir Friedrich. Bei der Gestaltung orientierte man sich an den Kronenaltären der alten Diözese Straßburg.
Auf dem Altartisch steht ein vergoldeter Tabernakelblock. In dessen Zentrum ist ein von Engelsfiguren umgebenes Kruzifix angeordnet. An den Außenseiten findet man die Büsten der Apostel Petrus und Paulus.
Dahinter ragt der Hochaltaraufsatz auf, von Säulen und Pilastern gestützt, flankiert von den Statuen von Josef und Johannes dem Täufer. Zwei Volutenbögen überspannen die Chorfenster. Von ihnen gehen zwei der vier Spangen aus, die eine große Krone tragen. Die Krone scheint über dem Tabernakel zu schweben.
Das zentrale Gemälde vom einheimischen Maler Sebastian Nisslin entstand 1779, wurde allerdings 1860 übermalt. Darauf ist der Kirchenpatron St. Pankratius dargestellt. Er kniet als junger Krieger auf einer Wolke über der Stadt Burkheim, hinter ihm Vater, Sohn und heiliger Geist. Über dem Bild angeordnet symbolisiert eine Taube im Strahlenkranz den heiligen Geist und die göttliche Gnade.

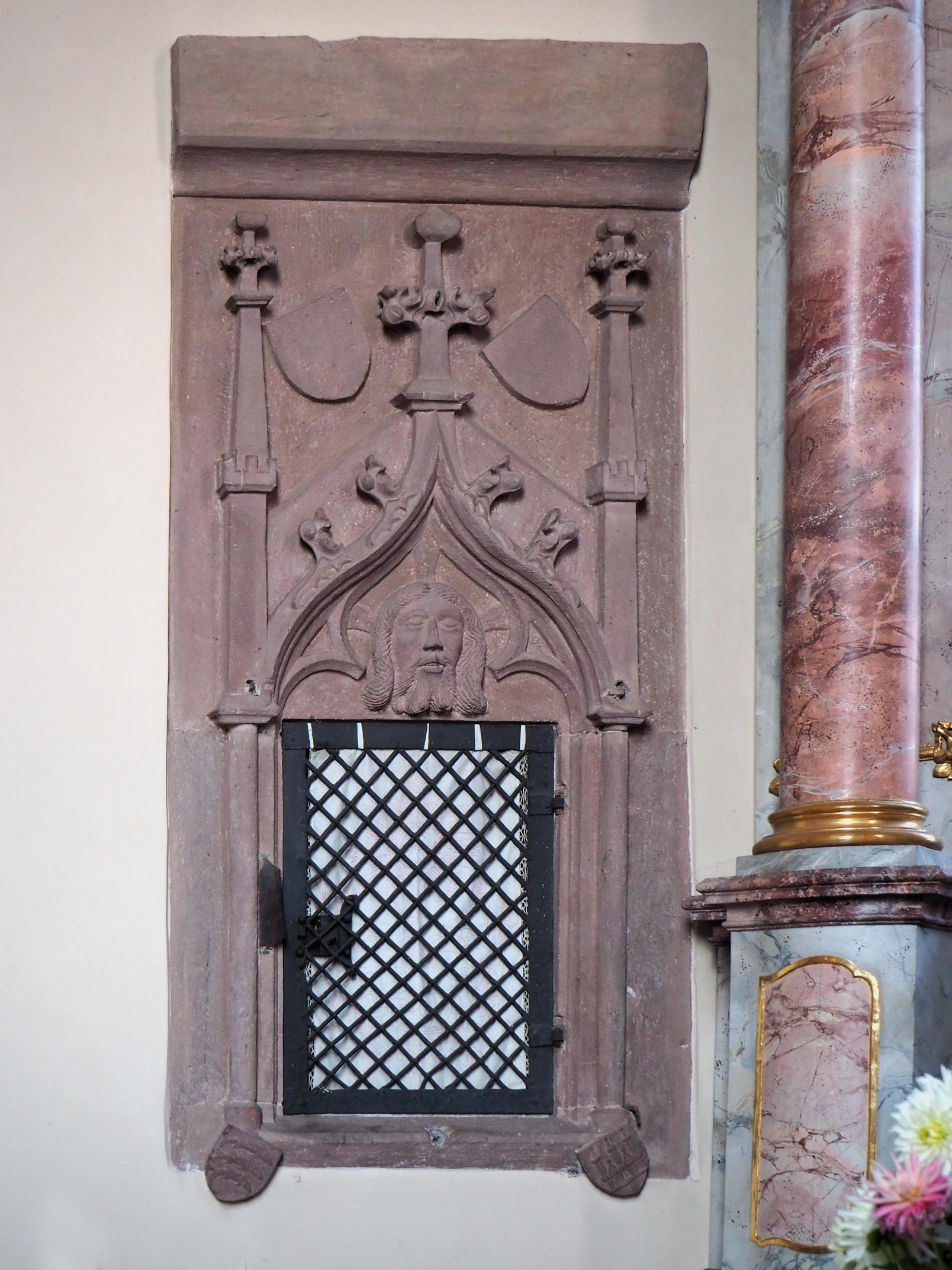
Gotische Sakramentsnische
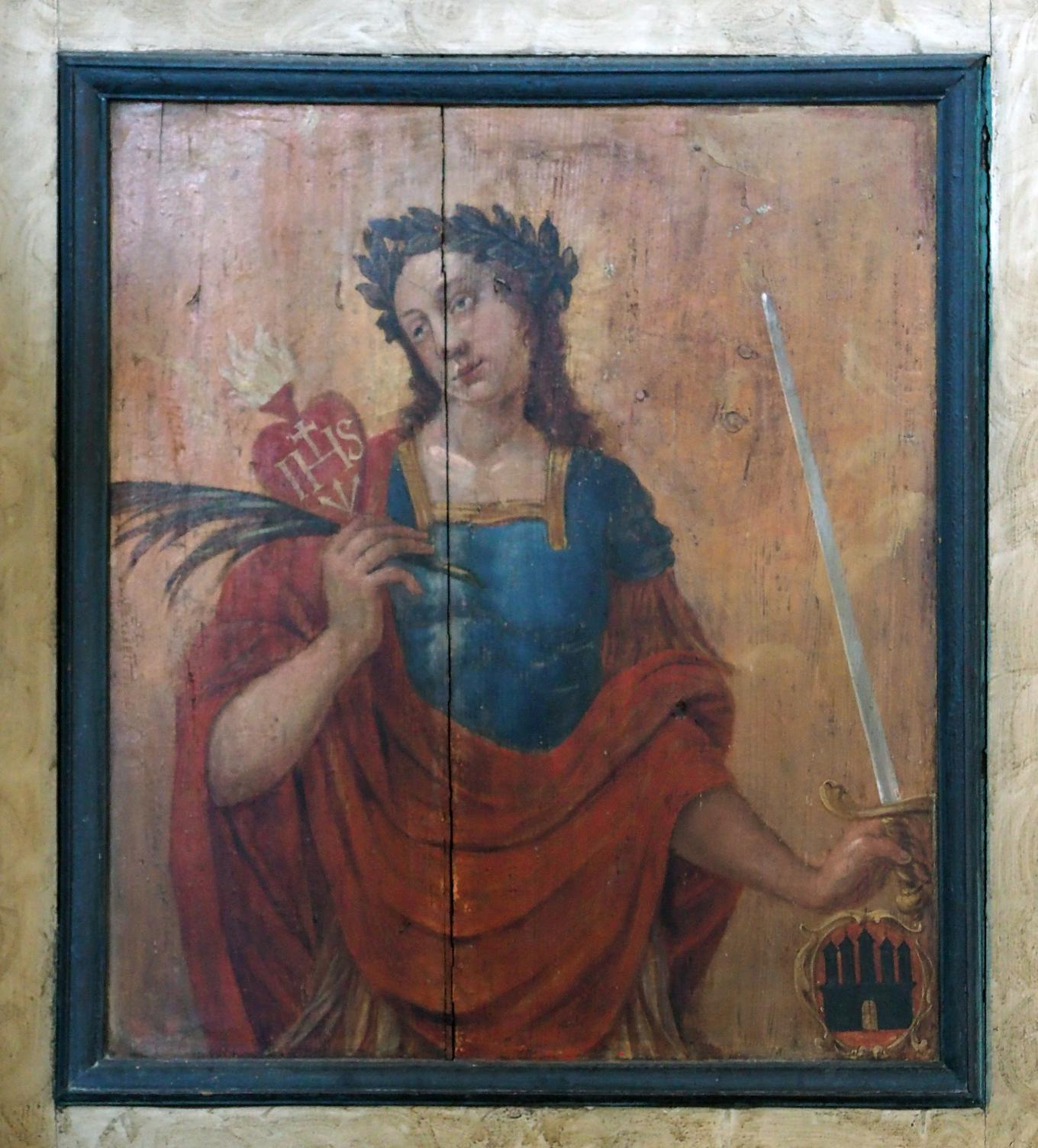
Gemälde auf dem Statuenschrank: Hl. Pankratius

#### Sakramentsnische
Eine Sakramentsnische in der Chorwand stammt aus spätgotischer Zeit, wie sich am Dekor erkennen lässt.

#### Statuenschrank der Zünfte
Auf der Südseite des Chorraums befindet sich der Statuenschrank der Zünfte. Dessen Türen tragen barocke Gemälde der Zunftheiligen Urban, Petrus und Josef sowie des Kirchenpatrons Pankratius.

## Langhaus

### Seitenaltar und Kanzel
Der neugotische Seitenaltar an der südlichen Wand zum Chor stammt vom Überlinger Bildhauer J. Eberle. Er wurde 1887 aufgestellt und ersetzte den alten barocken Marienaltar. Dargestellt sind die thronende Madonna, die Mutter Anna und der heilige Josef als Zimmermann.
Auch die wenig dekorierte Kanzel von 1896 ist im neugotischen Stil gehalten. Geschaffen wurde sie vom Bildhauer Josef Dettlinger aus Freiburg.

### Epitaph
An der südlichen Langhauswand befindet sich das Grabdenkmal (Epitaph) des Bürgermeisters Nicolaus Kieninger († 1743). Ein Relief zeigt den Verstorbenen kniend vor einem Kruzifix. Auf einer Wolke erscheint ihm Maria als Himmelskönigin. Bekrönt wird die Szene durch eine Wappenkartusche, unter dem Relief ist eine Inschriftkartusche angeordnet. Ein drapierter Vorhang bildet den Rahmen. Nach Pfarrer Manfred Hermann stammt das Kunstwerk vom Freiburger Bildhauer Anton Xaver Hauser (1712–1772).

### Statuen
Die zum Langhaus zeigende Ecke des Turmunterbaus wird durch zwei Statuen geschmückt.
- Auf einer kleinen Säule steht eine gekrönte Marienfigur, die aus der abgerissenen sog. Kreuzkapelle hierher versetzt wurde. Ursprünglich stand hier eine ältere Statue, die im 19. Jahrhundert verloren ging.
- Über der Mariensäule ist eine auf das Jahr 1604 datierte Statuennische eingelassen. Diese Jahreszahl findet sich unten in der Nische. Dort steht das barocke Standbild des heiligen Sebastian, das vom einheimischen Künstler Casimir Friedrich im 18. Jahrhundert geschaffen wurde.

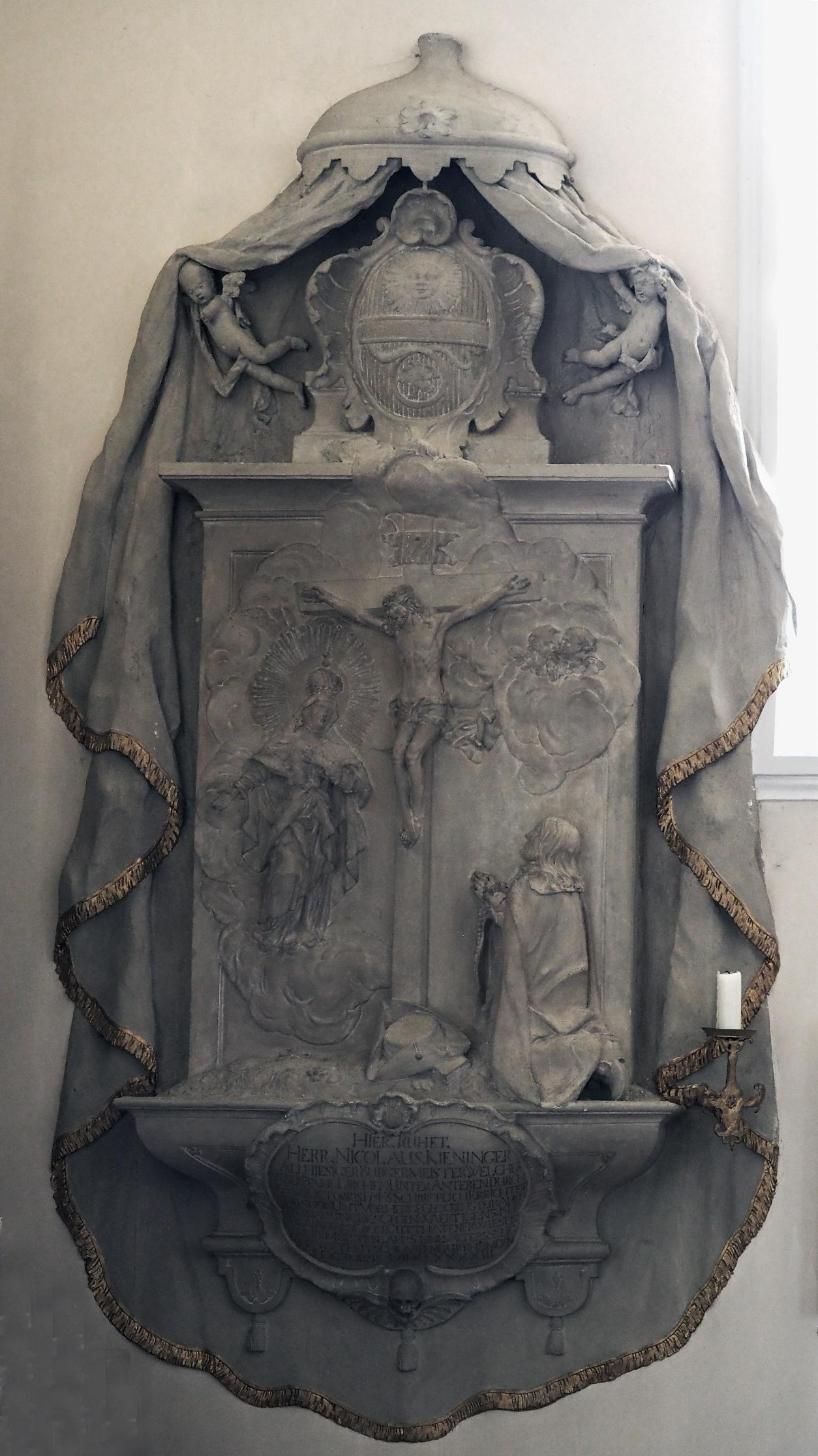
Epitaph Kieninger
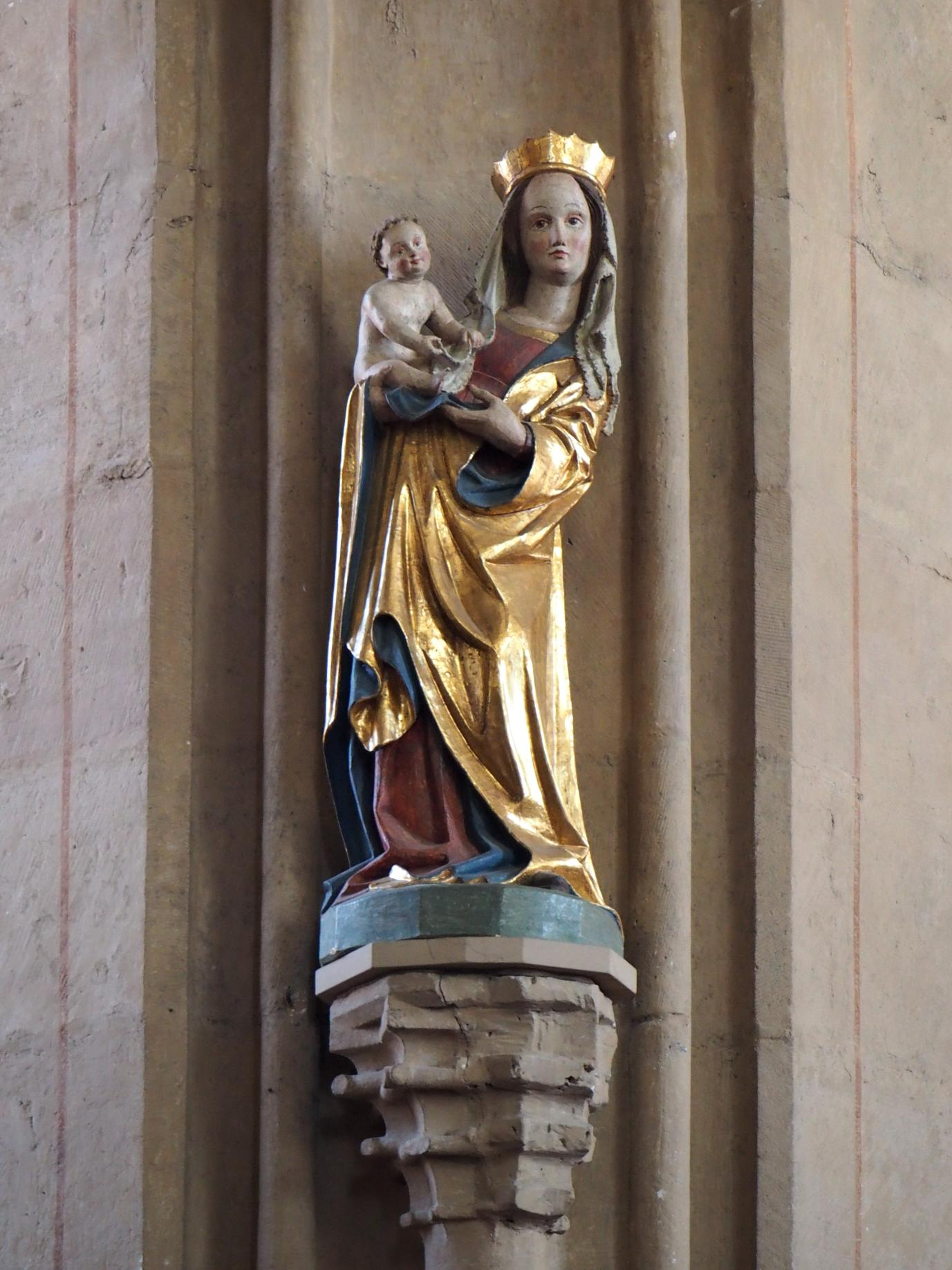
Marienstatue
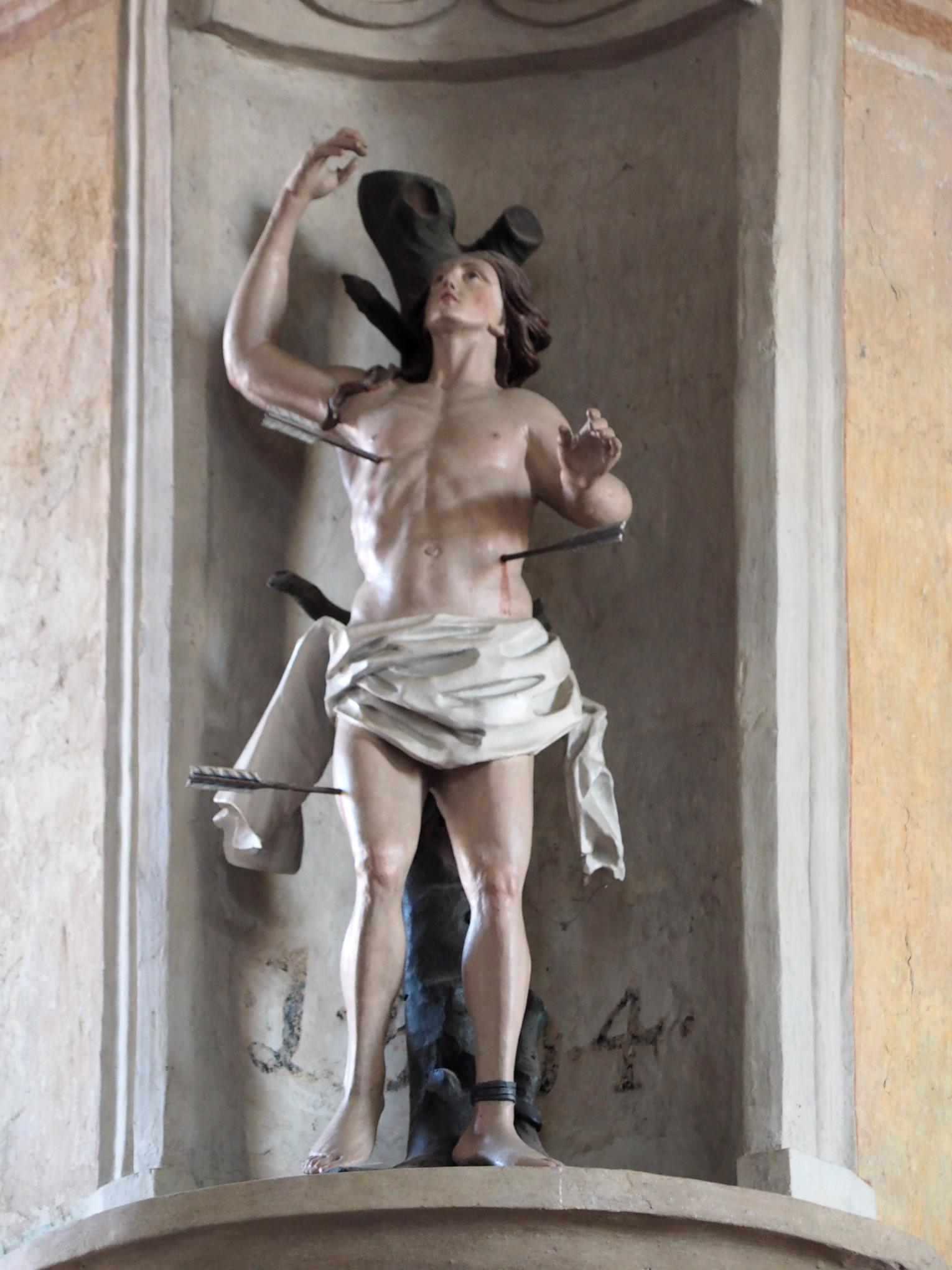
Statue des Heiligen Sebastian

### Zunftstangen
Die drei städtischen Zünfte der Bauern, Handwerker und Fischer benutzten als Lichtträger für Prozessionen und Beerdigungen die sog. Zunftstangen. Sechs dieser reich verzierten Stangen mit den Zunftwappen sind beidseits des hinteren Mittelgangs aufgestellt. Sie stammen vermutlich vom Künstler Casimir Friedrich aus dem 18. Jahrhundert.

### Deckengemälde und Kreuzwegstationsbilder
Die beiden Deckengemälde wurden um 1912 vom Offenburger Maler Friedel Hanselmann († 1931) geschaffen. Sie zeigen Mariä Verkündigung und Christi Geburt. Aus der Zeit kurz vor dem Ersten Weltkrieg stammen auch die 14 Kreuzweg-Stationsbilder. Sie wurden vom Maler Lessing aus München im Nazerener-Stil gemalt.

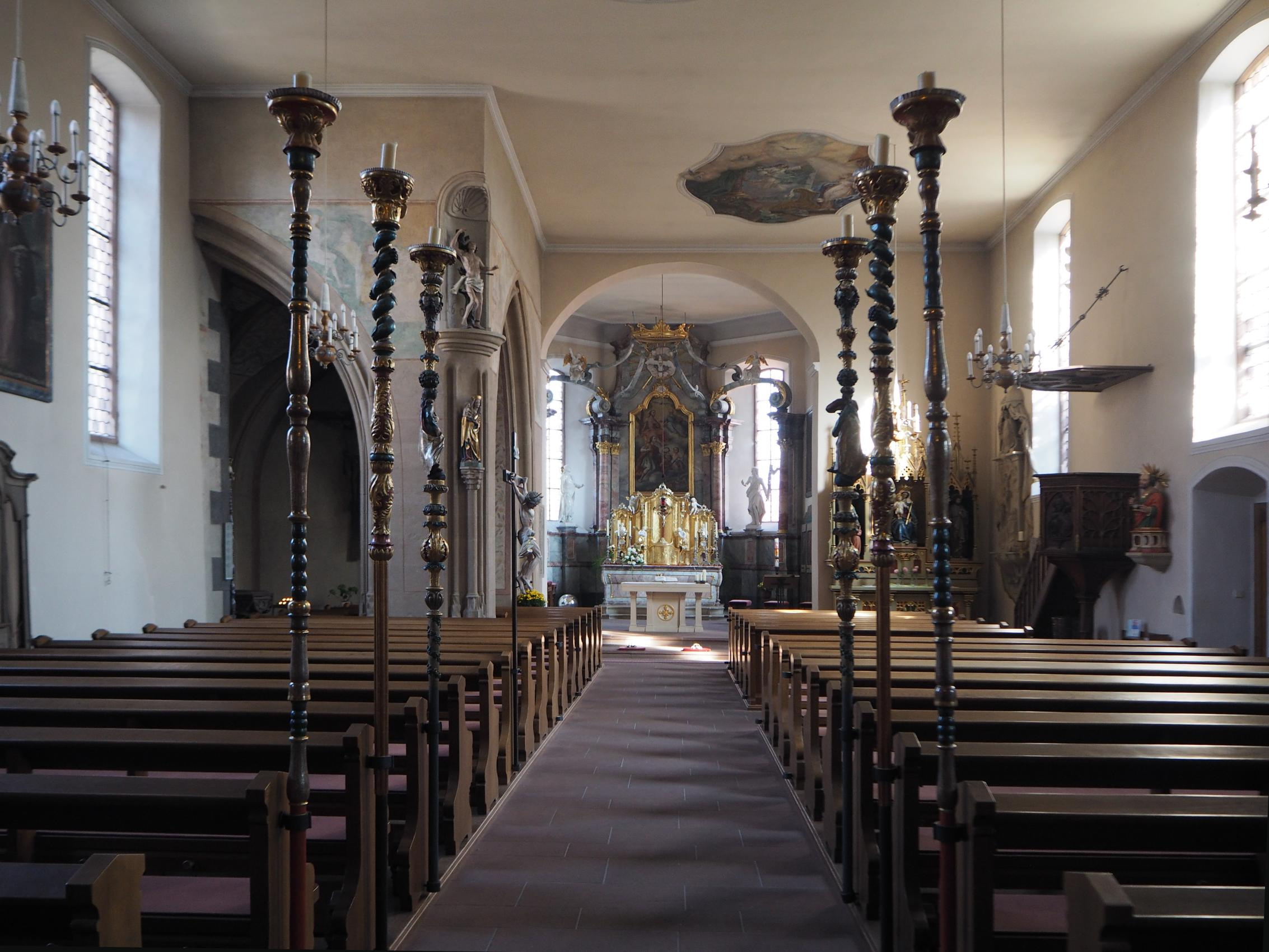
Spalier der Zunftstangen
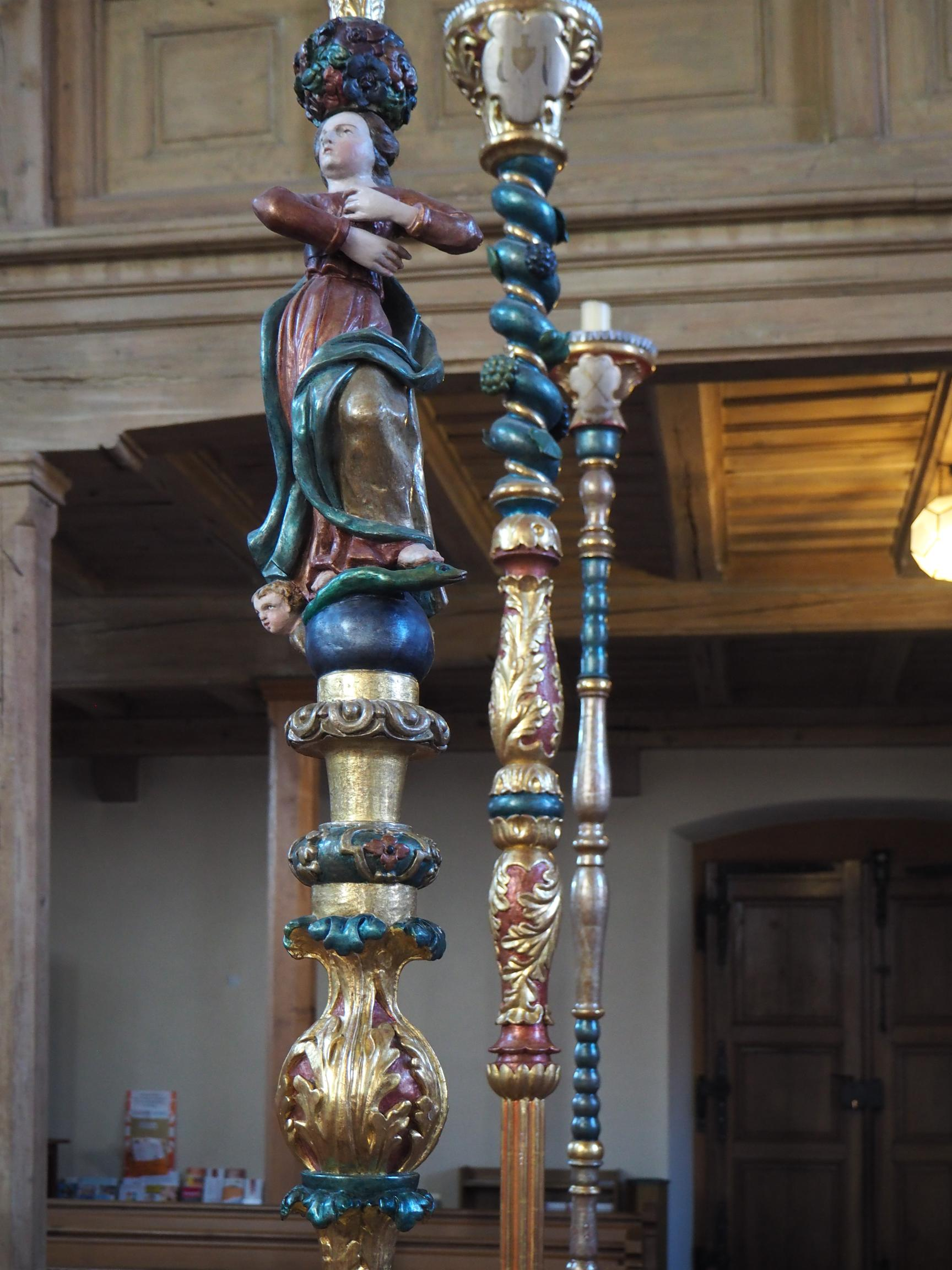
Zunftstangen – Detail
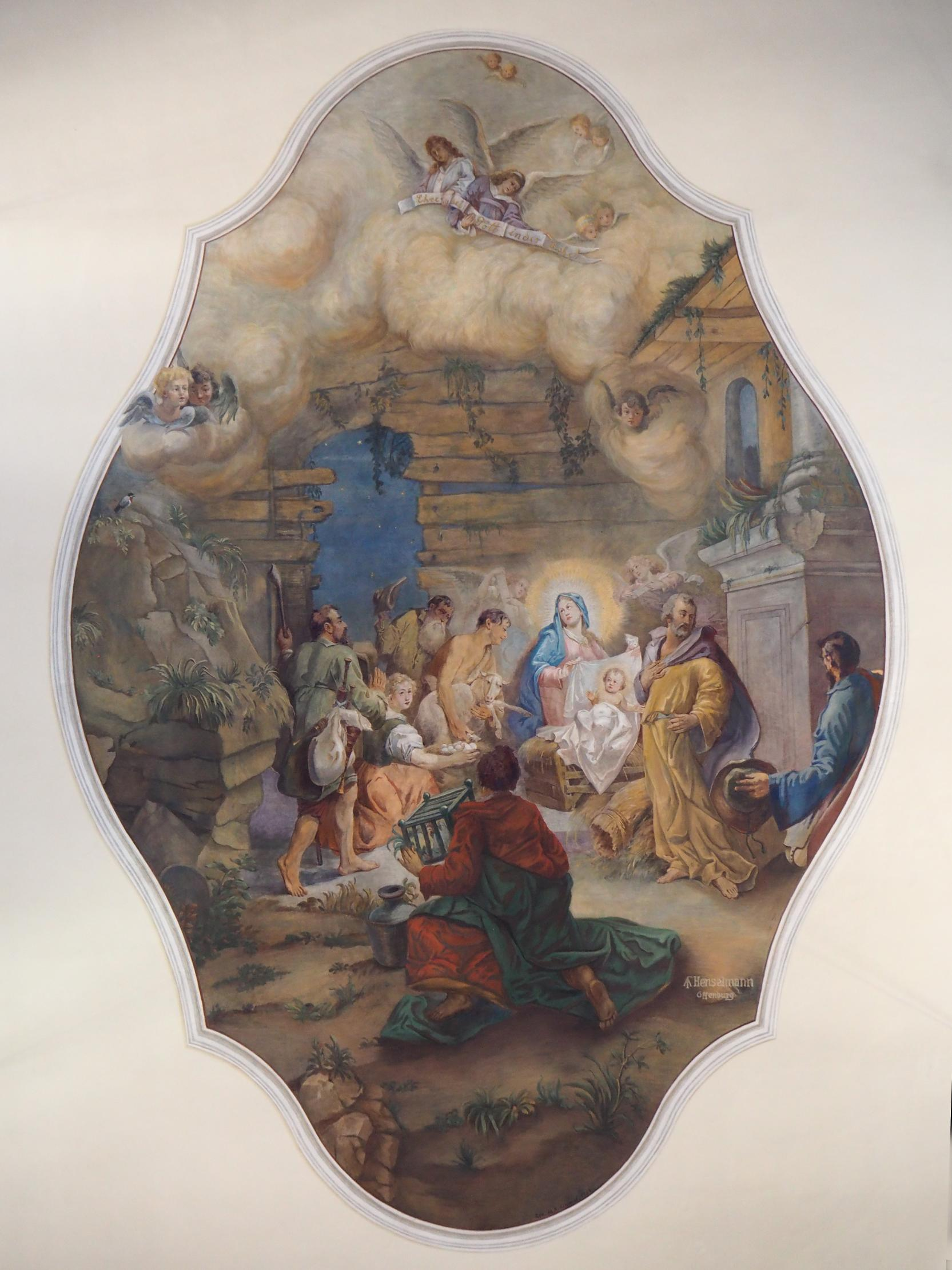
Deckengemälde Christi Geburt

## Frauenchörle
Das untere Turmgeschoss (Turmunterbau, Turmhalle) hat kapellenartigen Charakter und wird auch als „Frauenchörle“ bezeichnet. Dort sind zu sehen:

### Taufstein
Er stammt aus dem 15. Jahrhundert. Basis und Kelch sind von achteckiger Grundform und werden von gotischem Astwerk umsponnen. Die Zierformen sind allerdings nicht vollständig erhalten, sondern weisen im Mittelbereich Schäden auf.

### Ehem. Chorkruzifix
An der Ostwand hängt ein überlebensgroßes Kruzifix von ca. 1480, das vorher im Chorbogen hing.

### Netzgewölbe mit Malereien
Der Raum ist von einem Netzgewölbe überspannt, in dessen Feldern Malereien aus der Zeit der Renaissance zu sehen sind. Umgeben von rankenden Pflanzen, sind die Symbole der vier Evangelisten dargestellt (Matthäus–Engel/Mensch, Lukas–Stier, Markus–Löwe, Johannes–Adler). Der zentrale Schlussstein zeigt Maria mit dem Jesuskind.

### Glasgemälde im Nordfenster
Das große Fenster auf der Nordseite zeigt den Tod es heiligen Nährvaters Josef, des Patrons der Handwerkerzunft. Es wurde 1901 vom Glasmaler Merzweiler aus Freiburg geschaffen.

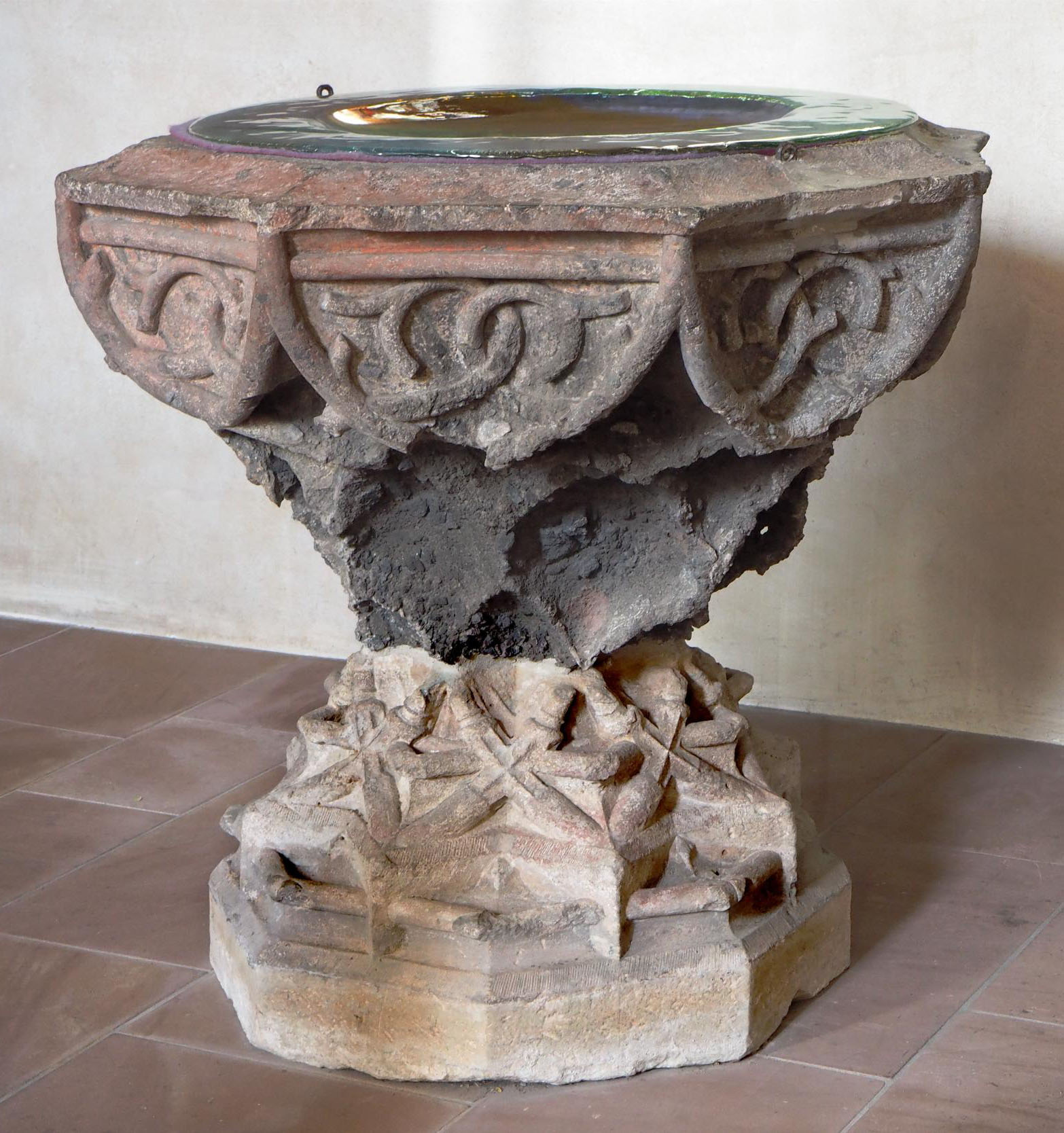
Taufstein (15. Jh.)
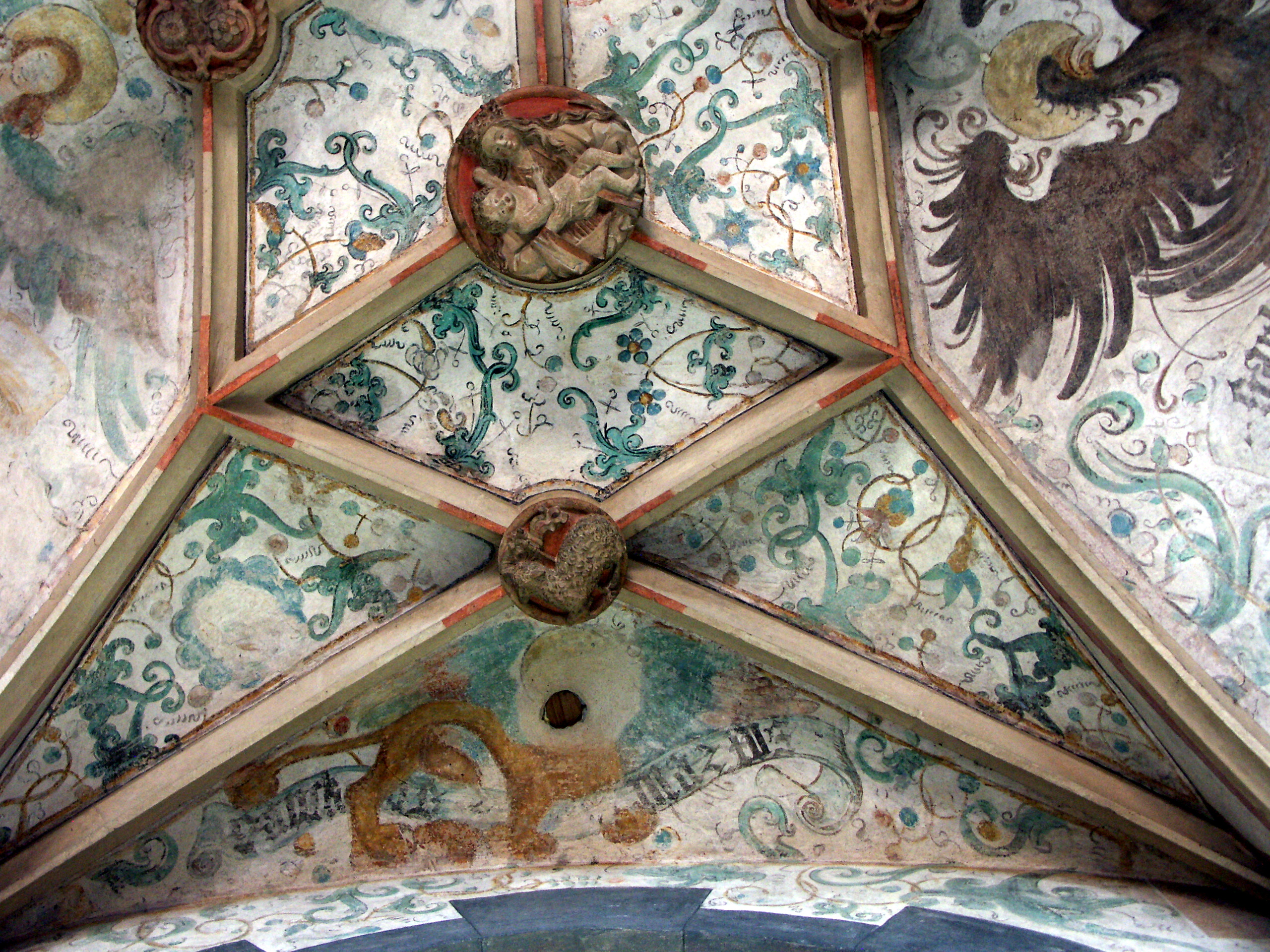
Gewölbe im Frauenchörle – Detail
Glasmalerei Tod es heiligen Josef

## Orgel
Die Orgel befindet sich auf der Empore im Westen des Langhauses. Der barocke Orgelprospekt stammt wahrscheinlich vom Burkheimer Meister A. J. Pottier. Beidseits eines kräftigen Mittelturms sind nach außen aufschwingende Harfenfelder angeordnet.
Das Pfeifen- und Spielwerk wurde 1990 von der Firma Orgelbau Mönch aus Überlingen vollständig erneuert. Es verfügt über zwei Manuale und Pedal und 19 Register. Das Werk löste eine pneumatische Orgel der Firma Gebrüder Stehle aus dem Jahr 1927 ab.

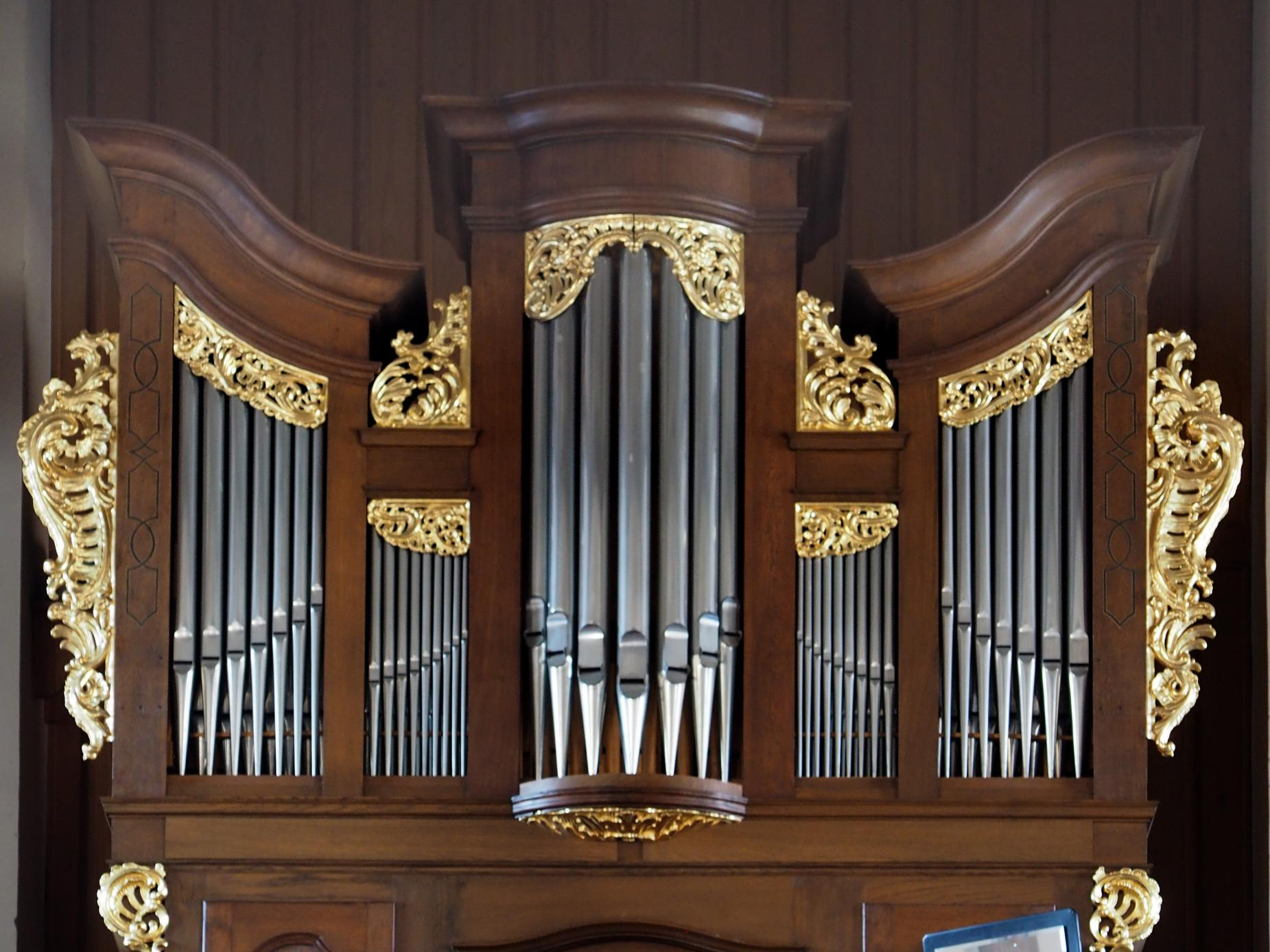
Orgelprospekt

| I Hauptwerk C–f3 |        |
| Prinzipal        | 8′     |
| Gedeckt          | 8′     |
| Prestant         | 4′     |
| Flöte            | 4′     |
| Quinte           | 1 2⁄3′ |
| Dublette         | 2′     |
| Mixtur IV        | 1 ⁄3′  |
| Cromome          | 8′     |

| II Positiv C–f3  |        |
| Bourdon          | 8′     |
| Salicional       | 8′     |
| Flöte            | 4′     |
| Nazard D         | 2 ⁄3′  |
| Quarte de Nazard | 2′     |
| Tierce D         | 1 3⁄5′ |
| Larigot          | 1 ⁄3′  |

| Pedalwerk C–f1 |     |
| Subbass        | 16′ |
| Oktavbass      | 8′  |
| Flötbass       | 4′  |
| Posaune        | 8′  |

Koppeln: II/I, II/P, I/P
Expertise: Hans Musch, Freiburg

## Glocken
St. Pankratius verfügt über ein vierstimmiges Geläut. Nur die älteste und kleinste Glocke besteht aus Bronze, die anderen drei sind Stahlglocken. Die Glocken hängen in einem Stahlglockenstuhl in zwei Etagen. Eine grundlegende Sanierung des Geläuts fand im Jahr 2010 statt.
| Glocke | Gießer                  | Material | Gussjahr | Gewicht  | Durchmesser | Schlagton |
| ------ | ----------------------- | -------- | -------- | -------- | ----------- | --------- |
| 1      | Bochumer Verein         | Stahl    | 1951     | 1350 kg0 | 1510 mm     | d′-4      |
| 2      | Bochumer Verein         | Stahl    | 1951     | 780 kg   | 1256 mm     | f′-4      |
| 3      | Bochumer Verein         | Stahl    | 1951     | 520 kg   | 1110 mm     | g′-4      |
| 4      | Konrad Zoller, Biberach | Bronze   | 1872     | 300 kg   | 0800 mm     | b′-4      |